# Georg John
Georg John (23 de julho de 1879 – 18 de novembro de 1941) foi um ator de teatro e cinema alemão.

## Filmografia selecionada
- Die Fremde (1917)
- Hilde Warren und der Tod (1917)
- Peer Gynt (1919)
- Harakiri (1919)
- Die Spinnen - Der goldene See (The Spiders)) (1919)
- Veritas vincit (1919)
- F.P.1 antwortet nicht (1932)
- Death Over Shanghai (1932)
- The Flower of Hawaii (1933)
- The Testament of Dr. Mabuse (1933)
- Sprung in den Abgrund (1933)